# Гриндејл (Индијана)
Гриндејл (енгл. Greendale) град је у америчкој савезној држави Индијана.

## Демографија
По попису из 2010. године број становника је 4.520, што је 224 (5,2%) становника више него 2000. године.
| Група             | 2000.         | 2010.         |
| Белци             | 4.195 (97,6%) | 4.284 (94,8%) |
| Афроамериканци    | 25 (0,6%)     | 46 (1,0%)     |
| Азијати           | 21 (0,5%)     | 34 (0,8%)     |
| Хиспаноамериканци | 14 (0,3%)     | 73 (1,6%)     |
| Укупно            | 4.296         | 4.520         |